# SN 2006rc
SN 2006rc – supernowa typu IIn odkryta 24 października 2006 roku w galaktyce A002218+2753. Jej maksymalna jasność wynosiła 19,80m.